# Top Model USA
Top Model USA en France, ou La Prochaine top modèle américaine au Québec (America's Next Top Model) est une émission de télé-réalité américaine créée et présentée par Tyra Banks. Elle a été diffusée entre le 20 mai 2003 et le 17 mai 2006 sur le réseau UPN, et par la suite entre le 20 septembre 2006 et le 4 décembre 2015 sur le réseau The CW, et finalement entre le 12 décembre 2016 et le 10 avril 2018 sur VH1.
En février 2016, il est annoncé que VH1 a renouvelé le programme, après que la série fut initialement annulée en octobre 2015. Tyra Banks ne sera plus présentatrice mais restera productrice exécutive, la présentation est confiée à la chanteuse et mannequin Rita Ora et le jury est entièrement changé.
En France, la diffusion de l'émission a commencé à partir de la saison 3 sur Téva, puis sur Direct Star et June. Depuis 2017, elle est diffusée sur Elle Girl. Au Québec, l'émission est diffusée à partir du 7 janvier 2008 à MusiquePlus.
La première saison débute en mai 2003 et permet à l'émission d'être l'une des plus regardées de la chaîne UPN.
Quelques années après la fin de sa diffusion, l'émission fait l'objet d'une relecture critique sur les réseaux sociaux et dans les médias, qui pointent alors le ridicule de certaines séquences, son racisme, son penchant pour l'exploitation du corps des femmes, l'humiliation et le body shaming,,. 

## Présentation
Créée, produite et présentée par Tyra Banks, cette émission propose à un groupe de modèles en herbe de concourir pour le titre de America's Next Top Model et d'obtenir l'opportunité d'entamer une carrière de mannequin.

## Vainqueurs USA par cycle
1. Adrianne Curry
2. Yoanna House
3. Eva Pigford
4. Naima Mora
5. Nicole Linkletter
6. Danielle Evans
7. CariDee English
8. Jaslene Gonzalez
9. Saleisha Stowers
10. Whitney Thompson
11. McKey Sullivan
12. Teyona Anderson (en)
13. Nicole Fox
14. Krista White
15. Ann Ward
16. Brittani Kline
17. Lisa D'Amato
18. Sophie Sumner
19. Laura James
20. Jourdan Miller (en)
21. Keith Carlos (en)
22. Nyle DiMarco
23. India Gants
24. Kyla Coleman

## Juges
| Juge                                | Cycle     | Cycle     | Cycle     | Cycle     | Cycle     | Cycle     | Cycle     | Cycle     | Cycle     | Cycle     | Cycle     | Cycle     | Cycle     | Cycle     | Cycle     | Cycle     | Cycle     | Cycle     | Cycle     | Cycle     | Cycle     | Cycle     | Cycle     | Cycle     |
| Juge                                | 1         | 2         | 3         | 4         | 5         | 6         | 7         | 8         | 9         | 10        | 11        | 12        | 13        | 14        | 15        | 16        | 17        | 18        | 19        | 20        | 21        | 22        | 23        | 24        |
| ----------------------------------- | --------- | --------- | --------- | --------- | --------- | --------- | --------- | --------- | --------- | --------- | --------- | --------- | --------- | --------- | --------- | --------- | --------- | --------- | --------- | --------- | --------- | --------- | --------- | --------- |
| Tyra Banks (VF : Géraldine Asselin) | Principal | Principal | Principal | Principal | Principal | Principal | Principal | Principal | Principal | Principal | Principal | Principal | Principal | Principal | Principal | Principal | Principal | Principal | Principal | Principal | Principal | Principal | Invitée   | Principal |
| Janice Dickinson                    | Principal | Principal | Principal | Principal | Invitée   | Invitée   | Invitée   |           |           |           |           |           |           |           |           |           |           |           |           |           |           |           |           |           |
| Kimora Lee                          | Principal |           |           |           |           |           |           |           |           |           |           |           |           |           |           |           |           |           |           |           |           |           |           |           |
| Beau Quillian                       | Principal |           |           |           |           |           |           |           |           |           |           |           |           |           |           |           |           |           |           |           |           |           |           |           |
| Nigel Barker                        |           | Principal | Principal | Principal | Principal | Principal | Principal | Principal | Principal | Principal | Principal | Principal | Principal | Principal | Principal | Principal | Principal | Principal |           |           |           |           |           | Invité    |
| Eric Nicholson                      |           | Principal |           |           |           |           |           |           |           |           |           |           |           |           |           |           |           |           |           |           |           |           |           |           |
| Nolé Marin                          |           | Récurrent | Principal | Principal |           |           |           |           |           |           |           | Invité    |           |           |           |           |           |           |           |           |           |           |           |           |
| J. Alexander                        | Récurrent | Récurrent | Récurrent | Récurrent | Principal | Principal | Principal | Principal | Principal | Principal | Principal | Principal | Principal | Récurrent | Récurrent | Récurrent | Récurrent | Récurrent |           |           | Principal | Principal |           |           |
| Twiggy                              |           |           |           |           | Principal | Principal | Principal | Principal | Principal |           |           |           |           |           |           |           |           |           |           |           |           |           |           |           |
| Paulina Porizkova                   |           |           |           |           |           |           |           |           |           | Principal | Principal | Principal |           |           |           |           |           |           |           |           |           |           |           |           |
| André Leon Talley                   |           |           |           |           |           |           |           |           |           |           |           |           |           | Principal | Principal | Principal | Principal |           |           |           |           |           |           |           |
| Kelly Cutrone                       |           |           |           |           |           |           |           |           |           |           |           |           |           |           |           |           |           | Principal | Principal | Principal | Principal | Principal |           |           |
| Bryanboy                            |           |           |           |           |           |           |           |           |           |           |           |           |           |           |           |           |           |           | Principal | Principal |           |           |           |           |
| Franca Sozzani                      |           |           |           |           |           |           |           |           |           |           |           |           |           |           |           | Invitée   |           |           |           |           |           |           |           |           |
| Rob Evans                           |           |           |           |           |           |           |           |           |           |           |           |           |           |           |           |           |           |           | Principal | Principal |           |           |           |           |
| Rita Ora                            |           |           |           |           |           |           |           |           |           |           |           |           |           |           |           |           |           |           |           |           |           |           | Principal |           |
| Ashley Graham                       |           |           |           |           |           |           |           |           |           |           |           |           |           |           |           |           |           |           |           |           |           |           | Principal | Principal |
| Drew Elliott                        |           |           |           |           |           |           |           |           |           |           |           |           |           |           |           |           |           |           |           |           |           |           | Principal | Principal |
| Law Roach                           |           |           |           |           |           |           |           |           |           |           |           |           |           |           |           |           |           |           |           |           |           |           | Principal | Principal |

## Versions internationales
| Région/Pays       | Titre local                            | Chaîne(s)                          | Année(s) de diffusion | Présentateur(s)                                                     | Nombre de saisons | Notes                                                      |
| ----------------- | -------------------------------------- | ---------------------------------- | --------------------- | ------------------------------------------------------------------- | ----------------- | ---------------------------------------------------------- |
| Afghanistan       | Afghanistan's Next Top Model           | Mazar-i-Sharif                     | 2005                  |                                                                     | 1                 |                                                            |
| Australie         | Australia's Next Top Model (en)        | FOX8                               | 2005-2016             | Erika Heynatz (en) (2005-2006) Jodhi Meares (2007-2008)             | 10                |                                                            |
| Belgique          | Top Model Belgium 2007                 | Kanaal Twee                        | 2007                  | Ingrid Seynhaeve                                                    | 1                 |                                                            |
| Brésil            | Brazil's Next Top Model                | SET                                | 2007-...              | Fernanda Motta                                                      | 2                 |                                                            |
| Canada            | Canada's Next Top Model (en)           | Citytv/A-Channel                   | 2006-2009             | Tricia Helfer (2006) Jay Manuel (2007-2009)                         | 3                 |                                                            |
| Caraïbes          | Caribbean's Next Top Model             | CaribVision                        | 2008                  | Carla Campbell                                                      | 1                 |                                                            |
| Amérique centrale | Super Model Centroamérica              | BCCA                               | 2007-...              | Leonora Jimenez                                                     | 2                 |                                                            |
| Chine             | China's Next Top Model (CNTM閃亮模坊)  | Dragon TV                          | 2008                  | Li Ai                                                               | 1                 |                                                            |
| Croatie           | Hrvatski top model                     | RTL                                | 2008                  | Tatjana Jurić                                                       | 1                 |                                                            |
| Danemark          | Denmark's Next Top Model               | TV3                                | 2004-2006             | Anne P                                                              | 3                 | Faisait partie à l'origine de Scandinavia's Next Top Model |
| Finlande          | Suomen huippumalli haussa              | Nelonen                            | 2008-...              | Anne Kukkohovi                                                      | 2                 |                                                            |
| France            | Top Model                              | M6                                 | 2005...               | Odile Sarron (2005) Adriana Karembeu (2007)                         | 2                 |                                                            |
| Allemagne         | Germany's Next Topmodel                | ProSieben                          | 2006-...              | Heidi Klum                                                          | 6                 |                                                            |
| Ghana             | Top Model Ghana                        | GTV                                | 2006                  | Jeanne Beker                                                        | 1                 | Première version africaine                                 |
| Honduras          | Amiga Top Model                        | Commodore                          | 2007                  |                                                                     | 1                 |                                                            |
| Hongrie           | Hungary's Next Top Model               | Viasat 3                           | 2006                  | Viktória Vámosi Panni Epres                                         | 1                 |                                                            |
| Israël            | The Models                             | Channel 10                         | 2005-2008             | Galit Gutmann                                                       | 3                 |                                                            |
| Italie            | Italia's Next Top Model                | SKY Vivo                           | 2007-...              | Natasha Stefanenko                                                  | 4                 |                                                            |
| Kazakhstan        | Kazakhstan's Next Top Model            | Hit TV                             | 2005                  |                                                                     | 1                 |                                                            |
| Maroc             | Maroc Next Top Model                   | 2M                                 | 2005                  |                                                                     | 1                 |                                                            |
| Pays-Bas          | Holland's Next Top Model               | RTL5                               | 2006-...              | Yfke Sturm (2006-2007) Daphne Deckers (en) (2007-)                  | 4                 |                                                            |
| Nigeria           | Nigeria's Next Top Model               | Hi TV                              | 2007                  | Adoara Oleh                                                         | 1                 | Deuxième version africaine, après le Ghana.                |
| Norvège           | Norway's Next Top Model                | TV3                                | 2006-...              | Mini Anden                                                          | 2                 | Faisait partie à l'origine de Scandinavia's Next Top Model |
| Philippines       | Philippines' Next Top Model            | RPN                                | 2007                  | Ruffa Gutierrez-Bektas                                              | 1                 |                                                            |
| Russie            | Russia's Next Top Model Ты супермодель | CTC                                | 2004-...              | Fyodor Bondarchuk (Федор Бондарчук)                                 | 4                 |                                                            |
| Scandinavie       | Scandinavia's Next Top Model           | TV3 Norvège TV3 Danemark TV3 Suède | 2004-2006             | Kathrine Sørland Anne P Mini Anden (2004-2005) Malin Persson (2006) | 3                 | Constitué des concurrents de Norvège, Danemark et Suède    |
| Slovaquie         | Slovakia's Next Top Supermodel         | TV JOJ                             | 2007                  | Petra Němcová                                                       | 1                 |                                                            |
| Espagne           | Supermodelo                            | Cuatro                             | 2006                  | Judit Mascó (2006-2007) Eloísa González (2008-)                     | 3                 |                                                            |
| Suède             | Sweden's Next Top Supermodel           | TV3                                | 2004-...              | Vendela Kirsebom                                                    | 4                 | Faisait partie à l'origine de Scandinavia's Next Top Model |
| Suisse            | Switzerland's Next Supermodel          | 3+ TV                              | 2007                  | Nadja Schildknecht                                                  | 1                 |                                                            |
| Thaïlande         | Thailand's Next Top Model              | Thai TV3                           | 2005                  | Sonia Couling                                                       | 1                 |                                                            |
| Turquie           | Turkey's Next Top Model                | Star TV                            | 2006                  | Deniz Akkaya                                                        | 1                 |                                                            |
| Royaume-Uni       | Britain's Next Top Model (en)          | LIVING                             | 2005-2017             | Lisa Butcher (2005) Lisa Snowdon (2006-) Elle Macpherson            | 12                |                                                            |
| Mexique           | Mexico's Next Top Model                | LIVING                             | 2009-...              | Elsa Benitez                                                        | 4                 |                                                            |
| Pologne           | Poland's Next Top Model                | TVN                                | 2010-...              | Joanna Krupa                                                        | 5                 |                                                            |

## Produits dérivés
Plusieurs jeux vidéo sont inspirés du show :
- 2008 : America's Next Top Model (ou Top Model en Europe) sur Nintendo DS
- 2009 : America's Next Top Model sur Wii, Nintendo DS et iOS